# Rodéric
Pour les articles homonymes, voir Roderic.
Rodéric (en gotique : 𐌷𐍂𐍉𐌸𐌰𐍂𐌴𐌹𐌺𐍃/Hroþareiks, en espagnol : Rodrigo, en arabe : لذريق (Ludharīq)), mort en juillet 711 près de Jerez de la Frontera dans la province de Cadix (Andalousie), est le dernier roi wisigoth d'Hispanie et de Septimanie avant la chute de la plus grande partie de son royaume face aux armées musulmanes.

## Biographie

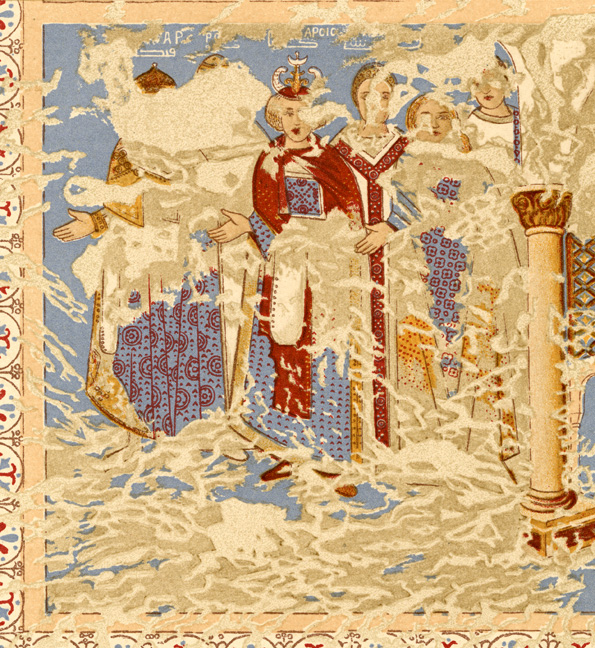
Rodéric représenté comme l'un des « six rois » dans une fresque Omeyyade à Qusair Amra (actuelle Jordanie), entre 710 et 750. Rodéric est la deuxième figure, son visage est malheureusement perdu.

Appartenant à la noblesse gothique, Rodéric est le fils de Théodefrède, duc de Cordoue, et de Rekilona. Il est d'abord duc de Bétique avant de s'emparer du trône wisigothique au début de l'année 710, à Tolède, après avoir renversé le roi Wittiza et évincé le fils de ce dernier, Agila, qui voulait succéder à son père au terme d'une guerre civile. Agila et des partisans s'enfuient à Septa Magna (Ceuta) sur la rive nord-africaine.
La région voisine du Maghreb avait été récemment conquise par Musa Ibn Nosseyr. Celui-ci nomma un berbère et selon d'autres sources un mawali (nouveau converti) d'origine berbère, Tariq ibn Ziyad alors gouverneur de Tanger, et lui donna le commandement d'une armée d'environ 7 000 cavaliers berbères, fraîchement convertis à l'islam.
Le comte Julien, seigneur de Septem Magna, que les auteurs de langue arabe appellent Ilyan ou Youlyân, était vassal de Rodéric mais aussi en bons termes avec Tariq. Ibn 'Abd al-Hakam, historien égyptien de la conquête arabe, relate un siècle et demi plus tard, que le comte Julien avait envoyé une de ses filles, Florinda, à la cour wisigothique de Tolède pour son éducation (et sans doute comme gage de loyauté) et que Rodéric l'avait mise enceinte. Des ballades et chroniques plus tardives amplifient l'importance de ce fait et lui attribuent l'hostilité de Julien. Mais des raisons politiques peuvent avoir joué un plus grand rôle. Il envoya dire à Tariq « Je t'enlèverai Al-Andalus. ».
L'historien andalou Ibn al-Qūṭiyya rapportera au Xe siècle une légende selon laquelle les rois wisigoths avaient un palais dans lequel se trouvaient les quatre évangiles sur lesquels ils prêtaient serment. Ce palais très vénéré ne restait jamais ouvert et on y inscrivait le nom de chaque roi qui venait à mourir. Quand Rodéric s'était emparé de la royauté, il avait ceint la couronne, ce qui lui avait attiré la désapprobation des chrétiens, qui plus tard cherchèrent vainement à l'empêcher d'ouvrir le palais et le coffre qu'il contenait. Quand le palais fut ouvert, on y trouva des statues en bois représentant des Arabes, l'arc sur l'épaule et le turban sur la tête ; au-dessous de ces statues étaient écrits les mots suivants : « Lorsque ce palais sera ouvert et qu'on en retirera ces statues, il viendra en Andalousie un peuple semblable à ces figures et qui s'emparera du pays ». Certaines variantes de cette légende situent ce palais dans les grottes d'Hercule à Tolède.
Au printemps 711, tandis que Rodéric se trouve à Pampelune pour combattre les Basques révoltés, Tariq, informé par le comte Julien qu'il laisse en arrière parmi les marchands, traverse le détroit de Gibraltar avec une armée de reconnaissance de 1 700 hommes, naviguant de nuit et laissant leur débarquement insoupçonné.
« Les gens de al-Andalus ne remarquèrent pas le va-et-vient de bateaux, pensant que c'étaient des bateaux de commerce » rapporte Ibn 'Abd al-Hakam. Tariq et ses hommes marchèrent jusqu'à Cartagène sur la côte, puis vers Cordoue, où la garnison locale méprisa d'abord la petite bande mais fut battue à plate couture et repoussée dans les murs de la ville.
Le camp musulman rapporte « Quand Rodéric fut informé, il vint en renfort de Tolède. Ils luttèrent à un endroit du nom de Shedunia (probablement Medina-Sidonia), dans une vallée appelée de nos jours Umm-Hakim. La bataille fut rude ; mais Dieu, puissant et grand, tua Rodéric et ses compagnons ».
Le nom européen de cette bataille le 19 juillet 711 à l'embouchure de la rivière Barbate, qui voit la défaite de Rodéric, est la bataille du Guadalete, dans la province de Cadix, au sud de la péninsule Ibérique. Selon Ibn al-Qūṭiyya, « La rencontre entre Tariq et Rodéric eut lieu près de Chodzouna (Sidonia), sur les bords de l'oued Bekka (Wadi Bekka). Dieu mit en fuite Rodéric qui, malgré le poids de son armure, essaya de traverser à la nage l'oued Bekka. Son corps ne fut jamais retrouvé ». Rodéric est peut-être mort noyé. Les Wisigoths survivants, désorganisés, s'enfuirent vers le nord, mais Pélage, un noble wisigoth, commencera la Reconquête avec l'aide des Astures.
Envoyant le commandant de sa cavalerie prendre Cordoue, Tariq entre dans la capitale wisigothique, Tolède, où son premier souci est de s'emparer de la Table de Salomon, fils de David : 
« Al-Andalus ayant été conquise pour Moussa Ibn Noçaïr, il prit la table de Suleyman Ibn Dawid, et la couronne. Tariq apprit que la table était dans une citadelle nommée Faras, à deux jours de Tolède, dont le gouverneur était un neveu de Rodéric. Tariq lui écrivit alors, lui promettant la sécurité pour lui et sa famille. Le neveu sortit de la citadelle et Tariq tint sa promesse (...) Tariq lui dit : "livre moi la table" et il lui livra la table. Sur cette table il y avait de l'or, de l'argent, comme personne n'en avait vu (...) Il prit les perles, l'armure, l'or, l'argent et les vases qu'il avait avec lui, et quantité de butin, comme personne n'en avait vu. Il rassembla tout ça. Après cela il retourna à Cordoue, et s'y arrêtant, il écrivit à Moussa Ibn Noçaïr l'informant de la conquête de l'al-Andalus et du butin qu'il y avait fait. »
L'année suivante, en 712, le suzerain de Tariq, Moussa Ibn Noçaïr se joint à l'attaque et, en quelques années, ils soumettent plus de la moitié de l'Espagne. En 718, les musulmans occupent toute l'Espagne à l'exception des montagnes des Asturies dans le nord.
La veuve de Roderic, la reine Egilona, capturée à Mérida, épouse le fils de Musa, ‘Âbd al-‘Âziz Ibn Mussâ Ibn Nussâyr, wali d'al-Andalus.
Selon la Chronique d'Alphonse III dite ad Sebastianum, rédigée vers 900, le tombeau du roi Rodéric fut retrouvé dans un temple de Viseu en Lusitanie. Sur ce tombeau, on pouvait lire cette épitaphe en latin : Hic requiescit Rudericus ultimus rex Gotorum (« Ici repose Rodéric, dernier roi des Goths »).

## Dans les arts

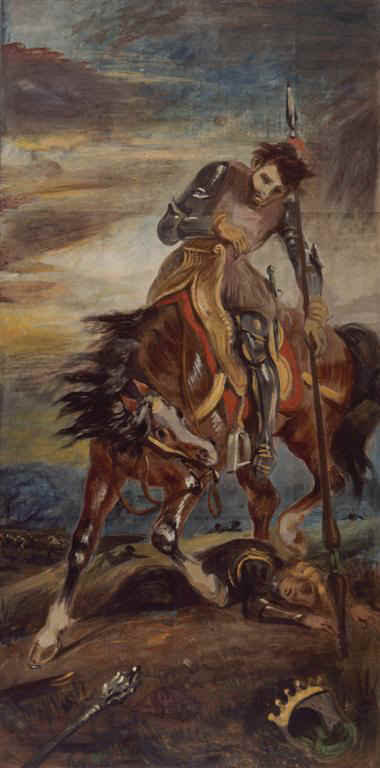
Le Roi Rodrigo par Eugène Delacroix, 1833, Brême, Kunsthalle.

### Littérature
- All's Lost by Lust (en) (XVIIe siècle), de William Rowley.
- The Vision of Don Roderick (en) (1811), de Walter Scott.
- Count Julian (1812), de Walter Savage Landor.
- Roderick the Last of the Goths (en) (1814), de Robert Southey.

### Opéras
- Rodrigo (1707), de Georg Friedrich Haendel.
- Don Rodrigo (en) (1964), d'Alberto Ginastera.

Films
Fath Al-Andalus (2022), de Mohammad Al-Yasari